# Дисней, Рой Эдвард
Рой Эдвард Дисней (англ. Roy Edward Disney, 10 января 1930, Лос-Анджелес — 16 декабря 2009, Ньюпорт-Бич) — американский художник-мультипликатор, исполнительный продюсер; племянник Уолта Диснея.
Как последнего члена семьи, активно вовлеченного в дела компании, Роя часто сравнивали с отцом и дядей. В 2006 году журнал «Форбс» оценил его личное состояние в 1,2 миллиарда долларов США.
Американский бизнесмен, долгое время был руководителем корпорации «Уолт Дисней Кампани» (The Walt Disney Company), основанной его отцом Роем Оливером Диснеем и дядей Уолтом Диснеем. В последние годы являлся акционером (более 16 миллионов акций или около 1 %) и выполнял обязанности консультанта и почетного директора в совете директоров компании. Кавалер Ордена Святого Григория Великого.

## Биография

### Ранние годы
Рой Эдвард Дисней родился 10 января 1930 года в Лос-Анджелесе, штат Калифорния. Его родителями были Рой Оливер Дисней и Эдна Фрэнсис Дисней. К этому времени уже были придуманы, нарисованы и обретали популярность знаменитые персонажи студии — Микки-Маус и собачка Плуто. В 1951 году Рой окончил калифорнийский колледж Pomona и получил работу помощника режиссёра и продюсера в «Уолт Дисней Кампани».

### Дальнейшая карьера
Через 16 лет, в 1967 году, его выбрали в совет директоров. В 1977-м он ушел с поста исполнительного директора, объяснив это обстановкой, сложившейся в компании, однако сохранил кресло в совете директоров. Ему было скучно, и он не чувствовал, что «Дисней» может сотворить что-нибудь интересное.
Именно Рою Диснею, человеку мягкому и деликатному, пришлось настоять на нелегких для него решениях об увольнении двух известных топ-менеджеров компании 'Дисней' — Рона Миллера, зятя Уолта Диснея, в 1984 году, и Майкла Айснера, отдавшего компании 20 лет, в 2004-м. Рой счел, что деятельность Миллера и Айснера на посту руководителей угрожает сохранности компании и приводит к потере знаменитого диснеевского духа. А единственное, что Рой требовал от сотрудников компании — это не опускать высокую планку, достигнутую в прошлом. В 1984-м ему пришлось противостоять попыткам разделения и поглощения компании со стороны нечистоплотных инвесторов и продаже активов. Эта корпоративная битва закончилась увольнением Миллера, на смену которому пришли Майкл Айснер и Фрэнк Уэллс. Вскоре Рой Дисней стал вице-председателем совета директоров и возглавил отдел анимации. Целью Роя было возрождение традиций мультипликационных фильмов, и он добился успехов в этом начинании, выпустив «Фантазию 2000», продолжение знаменитой «Фантазии» Уолта Диснея, вышедшей в 1940 году. Уолт Дисней планировал сиквел, но так за него и не взялся.
В 2003-м разразилась новая корпоративная битва, на этот раз с Майклом Айснером. Рой заявлял, что компания терпит огромные убытки, поскольку ей приходится содержать несколько видеоканалов, а анимационная деятельность, главная составляющая «Диснея», совершенно заброшена. И в этот раз Рой одержал победу, а Майкл Айснер подал в отставку. После его ухода в корпорацию «Дисней» влилась студия «Пиксар», которая выпустила такие шедевры как «История игрушек», «Корпорация монстров», «В поисках Немо», «Тачки» и другие.

### Увлечения
Страстным увлечением Роя Диснея был парусный спорт. Он поставил несколько скоростных рекордов, включая переход из Лос-Анджелеса в Гонолулу на однокорпусной лодке в рекордно короткие сроки — 7 дней, 11 часов, 41 минута, 27 секунд. 26 апреля 2008 года Дисней получил почетную докторскую степень от Калифорнийской морской академии за значительный вклад в развитие штата и нации, включая международный парусный спорт.

### Личная жизнь
В январе 2007 года 77-летний Рой Дисней подал на развод со своей женой Патрисией, которой к тому моменту было 72 года, сославшись на неразрешимые противоречия. Пара прожила в браке 52 года и воспитала четверых детей. После развода Рой женился на Лесли Демьюз, продюсере документальных фильмов о парусном спорте, которая была гораздо моложе него.

### Смерть
Рой Эдвард Дисней в течение года страдал от рака желудка, и 16 декабря 2009 он скончался на 80-м году жизни в больнице Hoag Memorial Hospital в Ньюпорт Бич, штат Калифорния. Останки Диснея были кремированы, и пепел развеян над морем с яхты 9 января 2010 года, в районе гавани Ньюпорт Бич.